# Giorgio Federico di Baden-Durlach
Giorgio Federico di Baden-Durlach (Durlach, 30 gennaio 1573 – Strasburgo, 24 settembre 1638) fu Margravio di Baden-Durlach e di Baden-Baden dal 1604 alla propria abdicazione, nel 1622.

## Biografia
Figlio del Margravio Carlo II di Baden-Durlach e di sua moglie, la Contessa Palatina Anna di Valdenz, Giorgio Federico ereditò parte dei domini paterni alla morte del fratello maggiore, Ernesto Federico nel 1604, il quale aveva ereditato nel 1590 il Margraviato di Baden-Hachberg. Questi era morto senza figli e Giorgio Federico aveva ottenuto la sua parte d'eredità, completata dalla morte dell'altro fratello, Giacomo, deceduto anch'egli senza eredi. Per questi casi fortuiti, tutti i margraviati del Baden vennero riuniti (pur conservando la loro autonomia) un'unione personale nelle mani di Giorgio Federico.
Egli partecipò attivamente alle guerre di religione nella fazione della riforma, unendosi con l'Unione Evangelica degli stati luterani del Sacro Romano Impero.
Allo scoppio della Guerra dei Trent'anni, disponeva di un'armata personale di 12.000 uomini per dare manforte alla lega in opposizione all'Imperatore, il quale godeva allora di un periodo favorevole e nella Battaglia della Montagna Bianca aveva riconquistato gran parte della Boemia. Per preservare la propria dinastia familiare dalla vendetta imperiale, nel 1622 abdicò in favore del figlio primogenito Federico.
Partecipò attivamente anche nelle battaglie del Palatinato renano (Battaglia di Wiesloch, il 27 aprile 1622). Si scontrò anche contro il Generale francese Tilly, alleato dello spagnolo Cordoba, nella Battaglia di Wimpfen del 6 maggio 1622, la quale si dimostrò una grave sconfitta per il margravio. Giorgio Federico, dopo la sconfitta, si rifugiò dapprima a Stoccarda, per poi abbandonare definitivamente la propria corona in favore del figlio primogenito Federico e ritirandosi a Ginevra.
Nel 1627, si pose al servizio militare dei re di Danimarca. Quando Alberto di Wallenstein si rivolse verso i danesi, Giorgio Federico fuggì sull'Isola di Poel e si rifugiò a Heiligenhafen, nell'Holstein. Fu qui che la sua armata venne completamente sbaragliata dalle forze cattoliche.
Giorgio Federico si ritirò quindi a Strasburgo, dove morì il 24 settembre 1638.

## Matrimonio e figli
Giorgio Federico ebbe molti figli dai propri matrimoni
In prime nozze, il 2 luglio 1592 a Karlsburg, sposò la contessa renana Giuliana Ursula di Salm-Neufville, dalla quale ebbe i seguenti eredi:
- Caterina Ursula (19 giugno 1593-15 febbraio 1614, sposò il Conte Ottone d'Assia-Kassel
- Federico (1594-8 settembre 1659), sposò la Duchessa Barbara di Württemberg ed alla morte di questa la Contessa Eleonora di Solms-Laubach, poi in terze nozze la Contessa Maria Elisabetta di Waldeck-Eisenberg, in quarte nozze Anna Maria di Hohen-Geroldseck ed alla morte di questa la Contessa Elisabetta Eusebia di Fürstenberg.
- Anna Amalia (9 luglio 1595-18 novembre 1651), sposò il Conte Guglielmo Luigi di Nassau-Saarbrücken.
- Filippo (1596-1597)
- Carlo (1598-1625)
- Giuliana Ursula (nata e morta nel 1600)
- Rodolfo (1602-1603)
- Cristoforo (1603-1632)
- Anna Augusta (1604-1616)
- Sibilla Maddalena (1605-1644), sposò il 6 giugno 1629 Giovanni, conte di Nassau-Idstein (1603–1677)
- Francesca (nata e morta nel 1606)
- Ursula Maria (nata e morta nel 1607)
- Francesca Sibilla (nata e morta nel 1609)
- Sofia Dorotea (1610-1631)
- Ernestina Sofia (1612-1658)

Alla morte della prima moglie, Giorgio Federico si risposò nel 1614 con la Contessa Agata di Erbach, dalla quale ebbe i seguenti eredi:
- Agata (1615-1616)
- Anna Maria (1617-1672)
- Elisabetta (1620-1692)

Alla morte della seconda moglie, nel 1634 si risposò con Elisabeth Stotz, dalla quale però non ebbe figli.

## Ascendenza
|                                   |                                       |                                    | Genitori                         |  |  | Nonni |  |  | Bisnonni              |  |  | Trisnonni        |  |
|                                   |                                       |                                    |                                  |  |  |       |  |  | Cristoforo I di Baden |  |  | Carlo I di Baden |  |
|                                   |                                       |                                    |                                  |  |  |       |  |  | Cristoforo I di Baden |  |  | Carlo I di Baden |  |
|                                   |                                       | Caterina d'Austria                 |                                  |  |  |       |  |  | Cristoforo I di Baden |  |  |                  |  |
| Ernesto I di Baden-Durlach        |                                       |                                    |                                  |  |  |       |  |  | Cristoforo I di Baden |  |  |                  |  |
|                                   |                                       | Ottilia von Katzenelnbogen         | Filippo I di Katzenelnbogen      |  |  |       |  |  |                       |  |  |                  |  |
|                                   |                                       | Ottilia von Katzenelnbogen         | Filippo I di Katzenelnbogen      |  |  |       |  |  |                       |  |  |                  |  |
|                                   |                                       | Ottilia von Katzenelnbogen         | …                                |  |  |       |  |  |                       |  |  |                  |  |
| Carlo II di Baden-Durlach         |                                       | Ottilia von Katzenelnbogen         |                                  |  |  |       |  |  |                       |  |  |                  |  |
|                                   |                                       | Giorgio di Rosenfeld               | …                                |  |  |       |  |  |                       |  |  |                  |  |
|                                   |                                       | Giorgio di Rosenfeld               | …                                |  |  |       |  |  |                       |  |  |                  |  |
|                                   |                                       | Giorgio di Rosenfeld               | …                                |  |  |       |  |  |                       |  |  |                  |  |
| Ursula di Rosenfeld               |                                       | Giorgio di Rosenfeld               |                                  |  |  |       |  |  |                       |  |  |                  |  |
|                                   |                                       | …                                  | …                                |  |  |       |  |  |                       |  |  |                  |  |
|                                   |                                       | …                                  | …                                |  |  |       |  |  |                       |  |  |                  |  |
|                                   |                                       | …                                  | …                                |  |  |       |  |  |                       |  |  |                  |  |
| Giorgio Federico di Baden-Durlach |                                       | …                                  |                                  |  |  |       |  |  |                       |  |  |                  |  |
|                                   | Alessandro del Palatinato-Zweibrücken | Luigi I del Palatinato-Zweibrücken |                                  |  |  |       |  |  |                       |  |  |                  |  |
|                                   | Alessandro del Palatinato-Zweibrücken | Luigi I del Palatinato-Zweibrücken |                                  |  |  |       |  |  |                       |  |  |                  |  |
|                                   | Alessandro del Palatinato-Zweibrücken | Giovanna de Croÿ                   |                                  |  |  |       |  |  |                       |  |  |                  |  |
| Roberto del Palatinato-Veldenz    | Alessandro del Palatinato-Zweibrücken |                                    |                                  |  |  |       |  |  |                       |  |  |                  |  |
|                                   |                                       | Margherita di Hohenlohe-Neuenstein | Kraft IV di Hohenlohe-Neuenstein |  |  |       |  |  |                       |  |  |                  |  |
|                                   |                                       | Margherita di Hohenlohe-Neuenstein | Kraft IV di Hohenlohe-Neuenstein |  |  |       |  |  |                       |  |  |                  |  |
|                                   |                                       | Margherita di Hohenlohe-Neuenstein | …                                |  |  |       |  |  |                       |  |  |                  |  |
| Anna di Veldenz                   |                                       | Margherita di Hohenlohe-Neuenstein |                                  |  |  |       |  |  |                       |  |  |                  |  |
|                                   |                                       | …                                  | …                                |  |  |       |  |  |                       |  |  |                  |  |
|                                   |                                       | …                                  | …                                |  |  |       |  |  |                       |  |  |                  |  |
|                                   |                                       | …                                  | …                                |  |  |       |  |  |                       |  |  |                  |  |
| …                                 |                                       | …                                  |                                  |  |  |       |  |  |                       |  |  |                  |  |
|                                   |                                       | …                                  | …                                |  |  |       |  |  |                       |  |  |                  |  |
|                                   |                                       | …                                  | …                                |  |  |       |  |  |                       |  |  |                  |  |
|                                   |                                       | …                                  | …                                |  |  |       |  |  |                       |  |  |                  |  |
|                                   |                                       | …                                  |                                  |  |  |       |  |  |                       |  |  |                  |  |